# Parafia Matki Bożej Częstochowskiej w Czernichowie
Parafia Matki Bożej Częstochowskiej w Czernichowie – parafia rzymskokatolicka znajdująca się w Czernichowie. Należy do dekanatu Międzybrodzie diecezji bielsko-żywieckiej. Erygowana w 1980.
1 stycznia 2015 parafię przeniesiono z dekanatu Kęty do nowo utworzonego dekanatu międzybrodzkiego.